# SN 2005cq
SN 2005cq – supernowa typu Ia odkryta 13 maja 2005 roku w galaktyce A095200-2043. W momencie odkrycia miała maksymalną jasność 21,90m.